# Bloom*Iz
Bloom*Iz – pierwszy album studyjny koreańsko-japońskiej grupy Iz*One, wydany 17 lutego 2020 roku przez wytwórnię Off the Record Entertainment. Płytę promował singel „Fiesta”.
Pierwotnie album miał ukazać się 11 listopada 2019 roku, ale został przełożony po dochodzeniu w sprawie manipulacji głosami przez Mnet.

## Lista utworów
| CD  | CD | CD                                                                   | CD                                                                         | CD                                                | CD      |
| Nr  | Tytuł utworu | Tekst                                                                | Kompozycja                                                                 | Aranżacja                                         | Długość |
| --- | --- | -------------------------------------------------------------------- | -------------------------------------------------------------------------- | ------------------------------------------------- | ------- |
| 1.  | „Eyes” | Jo Yoon-kyung, Andy Love, Andreas Öberg, David Amber, Ryan S. Jhun   | Andy Love, Andreas Öberg, David Amber, Ryan S. Jhun                        | David Amber                                       | 3:37    |
| 2.  | „Fiesta” | Seo Ji-eum, Go Hyun-jung (JamFactory), Choi Hyun-joon, Kim Seung-soo | Choi Hyun-joon, Kim Seung-soo                                              | Choi Hyun-joon, Kim Seung-soo                     | 3:37    |
| 3.  | „Dreamlike” (wyk. Kwon Eun-bi, Sakura Miyawaki, Kang Hye-won, Choi Ye-na, Hitomi Honda, Jang Won-young)                                 | Jang Won-young, Yoon Sang-jo, Kang Yeon-wook                         | Yoon Sang-jo, Kang Yeon-wook                                               | Yoon Sang-jo, Kang Yeon-wook                      | 3:46    |
| 4.  | „Ayayaya” (wyk.Kwon Eun-bi, Sakura Miyawaki, Kang Hye-won, Lee Chae-yeon, Kim Chae-won, Kim Min-ju, Nako Yabuki, Jo Yu-ri, An Yu-jin)   | Inner Child (MonoTree)                                               | Yoon Jong-sung (MonoTree), Anna Timgren, Shin Min-kyung                    | Yoon Jong-sung (MonoTree), Shin Min-kyung         | 3:22    |
| 5.  | „So Curious” (wyk. Choi Ye-na, Lee Chae-yeon, Kim Chae-won, Kim Min-ju, Nako Yabuki, Hitomi Honda, Jo Yu-ri, An Yu-jin, Jang Won-young) | Tenzo, Kebee                                                         | Tenzo, MUNA, Loogone, Shaun Kim                                            | MUNA, Loogone                                     | 3:22    |
| 6.  | „Spaceship” | Kwon Eun-bi, Elum (Prismfilter), Anchor (Prismfilter)                | Kwon Eun-bi, Nmore (Prismfilter), Elum (Prismfilter), Anchor (Prismfilter) | Nmore (Prismfilter)                               | 2:51    |
| 7.  | „Destiny” (kor. 우연이 아니야) | Iggy, Yongbae, Lee Seu-ran                                           | Iggy, Yongbae                                                              | Iggy, Yongbae                                     | 3:21    |
| 8.  | „You & I” | Kim Hyun-ah, Kim Min-ju                                              | Park Tae-jin                                                               | Park Tae-jin                                      | 3:24    |
| 9.  | „Daydream” (wyk. Kwon Eun-bi, Lee Chae-yeon, Kim Min-ju, An Yu-jin)                                                                     | danke (Lalala Studio), Min Yeon-jae                                  | AiRPLAY, Nash Overstreet, Sidnie Tipton                                    | AiRPLAY                                           | 3:23    |
| 10. | „Pink Blusher” (wyk. Sakura Miyawaki, Kang Hye-won, Nako Yabuki, Hitomi Honda, Jang Won-young)                                          | Boombastic                                                           | Boombastic                                                                 | Boombastic                                        | 3:14    |
| 11. | „Someday” (wyk. Choi Ye-na, Kim Chae-won, Jo Yu-ri)                                                                                     | Jo Yu-ri                                                             | Jo Yu-ri, Nmore (Prismfilter), Building Owner (Prismfilter)                | Nmore (Prismfilter), Building Owner (Prismfilter) | 3:17    |
| 12. | „Open Your Eyes” | Black Edition, EastWest, Bull$EyE, yuka (Full8loom)                  | yuka (Full8loom) Black Edition, EastWest, Bull$EyE, yuka (Full8loom)       | EastWest, Bull$EyE, yuka (Full8loom)              | 3:17    |

## Notowania
| Lista                                 | Pozycja |
| ------------------------------------- | ------- |
| South Korean Albums (Circle)          | 2       |
| Japanese Albums (Oricon)              | 3       |
| Japanese Hot Albums (Billboard Japan) | 6       |
| US World Albums (Billboard)           | 15      |

## Nagrody w programach muzycznych
| Program               | Data           | Źródło |
| --------------------- | -------------- | ------ |
| The Show (SBS MTV)    | 25 lutego 2020 | [ 8 ]  |
| The Show (SBS MTV)    | 3 marca 2020   | [ 8 ]  |
| Show Champion (MBC M) | 26 lutego 2020 | [ 8 ]  |
| M Countdown (Mnet)    | 27 lutego 2020 | [ 8 ]  |

## Sprzedaż
| Kraj             | Sprzedaż |
| ---------------- | -------- |
| Korea Południowa | 489 916+ |
| Japonia          | 39 447+  |